# Farmersville (Illinois)
Farmersville – wieś w Stanach Zjednoczonych, w stanie Illinois, w hrabstwie Montgomery.